# Jan Asselijn

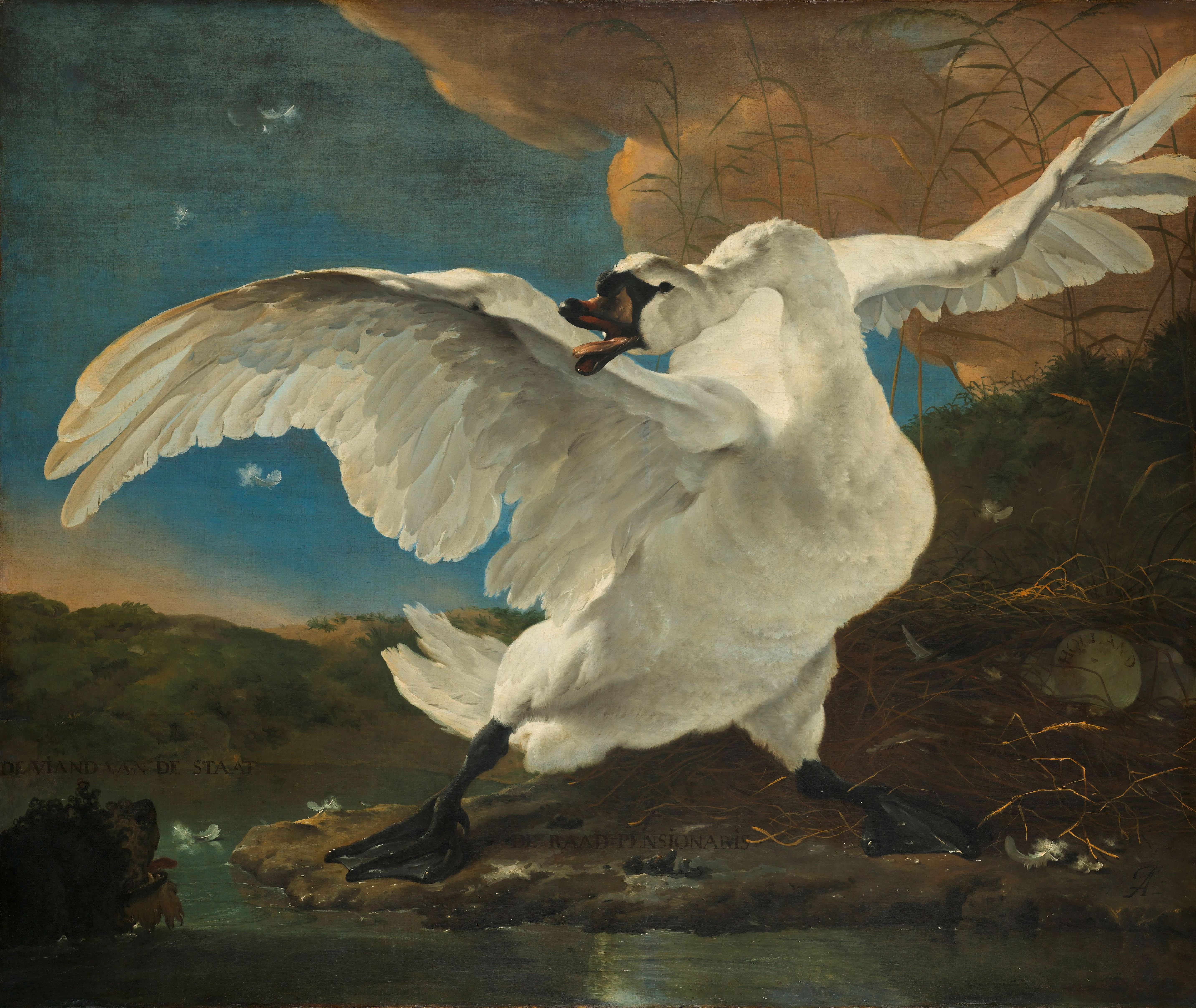
El cigne amenaçat, Amsterdam, Rijksmuseum.

Jan Asselijn (Dieppe, circa 1610 - Amsterdam, 1 d'octubre de 1652) va ser un pintor barroc neerlandès.

## Biografia
Format amb Esaias van de Velde (1587-1630) es va distingir en particular en la pintura de paisatges i d'animals, encara que les seves obres històriques i de batalles també van ser admirades. Va viatjar molt per França i Itàlia, 
on es va unir al Bamboccianti.
Va ser un dels primers pintors holandesos que va introduir un estil fresc i clar de pintar paisatges a la manera de Claude Lorrain, i el seu exemple va ser seguit ràpidament per altres artistes. Les obres d'Asselijn eren molt estimades a Àmsterdam, i algunes d'elles romanen en els museus d'aquesta ciutat. Vint-i-quatre d'elles, pintades a Itàlia, van ser gravades. Tanmateix la seva pintura més famosa és una pintura d'animals, vist com una al·legoria: El cigne amenaçat.